# کارآفرین سیاسی
کارآفرین سیاسی (انگلیسی: Political entrepreneur) ممکن است به یکی از موارد زیر اشاره داشته باشد:
- شخصی (معمولاً در زمینه‌های سیاسی یا تجاری و کسب‌وکار فعال است) که یک پروژه سیاسی، گروه یا حزب سیاسی جدید تأسیس می‌کند
- تاجری که به دنبال کسب سود (اقتصاد) از طریق یارانه، حمایت‌گرایی، قراردادهای دولتی، یا سایر ترتیبات مطلوب با دولت(ها) از طریق نفوذ سیاسی است. (همچنین به عنوان رانت‌خواهی نیز شناخته می‌شود)